# Болдышева, Екатерина Викторовна
Екатери́на Ви́кторовна Бо́лдышева (Степа́нова) (род. 21 апреля 1969 года, Москва, РСФСР, СССР) — советская и российская вокалистка. С декабря 1990 года — солистка группы «Мираж».

## Деятельность

### Работа с группой «Мираж»

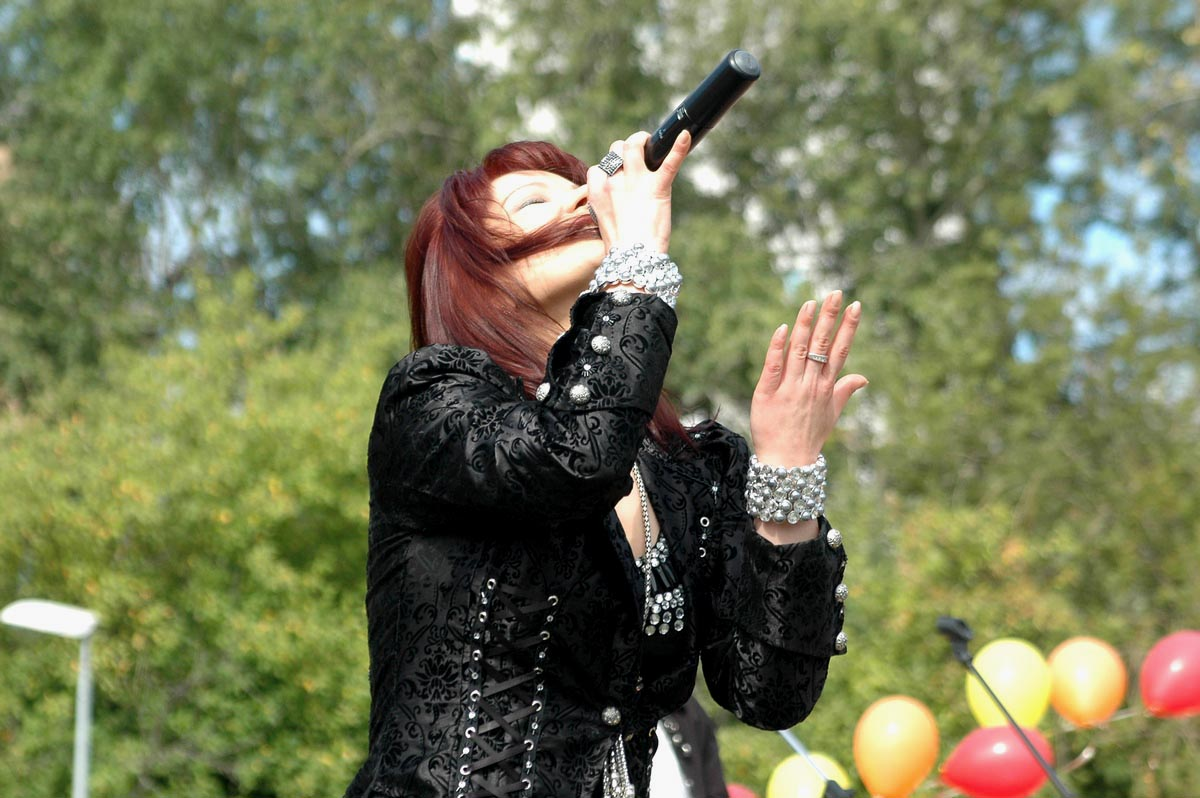
Екатерина Болдышева, Москва (2011)

Екатерина Болдышева впервые была представлена широкой публике как солистка группы «Мираж» в 1990 году на новогоднем «Голубом огоньке» основателем и руководителем группы Андреем Литягиным. Литягин — сторонник выступлений под фонограмму, всегда отдавал должное вокальным данным певицы.
Екатерина Болдышева, по свидетельствам коллег — единственная из вокалисток группы «Мираж», которая выступала вживую. Исключение составляют некоторые телесъёмки, при монтаже которых на видеоряд в целях упрощения работы звукорежиссёра накладывали имеющиеся в архиве фонограммы. Именно эта практика телевидения вызывает пересуды об использовании фонограммы в выступлениях. Однако известны видеозаписи 1992 года с фестивалей „Живая вода“ и „Звёздный дождь“, где Екатерина Болдышева поёт вживую.
В 1994 году в качестве вокалистки участвовала в переиздании альбомов «Снова вместе» и «Звёзды нас ждут» группы «Мираж».
С 1999 года гастролировала по странам Европы с Алексеем Горбашовым, выступая с песнями из репертуара группы «Мираж» и новыми песнями. 
В 2004 году приняла участие в серии концертов, посвящённых 18-летию «Миража». 
В 2007 году вместе с Алексеем Горбашовым и Андреем Литягиным была награждена дипломом и медалью «Профессионал России» за вклад в культуру. 
В 2008 году вышел 3-й номерной альбом группы «Мираж» «Не в первый раз», в котором все вокальные партии исполнены Екатериной Болдышевой.

### Другие проекты
Кроме работы в группе «Мираж», Екатерина Болдышева известна также как участница группы «Клеопатра» вместе со Светланой Владимирской и группы Наталии Гулькиной «Звёзды». Участвовала в записи песен группы «Комиссар» и Никиты Джигурды. 
В 1991 году записала бэк-вокал для композиции «Всё, что было» советской и российской хард-рок группы «Ария» из их альбома «Кровь за кровь». 
В 2005 году записала дуэт с известным исполнителем русского шансона Вячеславом Бобковым «Посадка на рейс» (автор музыки и слов — Вячеслав Бобков). В том же году появилась написанная Болдышевой на стихи Дмитрия Колесника песня «Остров Л.» («Остров любви»).
В 2008 Андрей Литягин, через суд, запретил Горбашову и Болдышевой (Степановой), незаконно использовать название "Мираж" и музыкальные материалы. Альбом «Не в первый раз» группы «Мираж III» в составе гитариста Горбашова и Болдышевой является конкрафактным.– Я не давал разрешение на создание новых фонограмм и на запись своих произведений. Кроме того, дуэт Е. Болдышева и А. Горбашов никогда не являлись группой «Мираж»! – заявил Андрей Литягин.
Позже стала заниматься благотворительностью, выступая помимо коммерческих концертов, на мероприятиях для детей-инвалидов и сирот, заключённых, военнослужащих. Имеет множество благодарностей, грамот и наград за благотворительную деятельность. В 2013 году представила некоторые новые песни под псевдонимом Ms. Кэти. На одну из песен был снят видеоклип «Ради любви». Вторая песня проекта Ms. Кэти «Я люблю тебя, лысый!» стала интернет-хитом благодаря оригинальному мультфильму, созданному художниками С. Хасановой и Х. Салаевым.
В 2013 третий альбом группы «Мираж» «Не в первый раз» по результатам продаж достиг статуса «Золотой диск».

### Возвращение в «Мираж» (2016 — настоящее время)
С 2016 года Екатерина Болдышева является единственной солисткой группы «Мираж». Коллектив обладает правом исполнения произведений из репертуара группы «Мираж», включая песни авторства Валерия Соколова: «Музыка нас связала», «Наступает ночь», «Звезды нас ждут» и др. и правом на использование товарного знака «Мираж» в концертной деятельности.

## Дискография

### Как бэк-вокалистка
- композиция «Всё, что было» из альбома «Кровь за кровь» — группа Ария (1991)
- «Снова вместе» — Мираж (переиздание 1991)
- «Звёзды нас ждут» — Мираж (переиздание 1994)
- «Танцующий город» — Наталия Гулькина (1996)
- «Никогда я не был на Босфоре» — Никита Джигурда (1996)

### Как лидер-вокалистка
- «18 лет Live» — Мираж (2004)
- «Не в первый раз» — Мираж (2008)
- «Звёздная россыпь», Екатерина Болдышева, Алексей Горбашов (макси-сингл, 2016)
- "Я жду тебя", Екатерина Болдышева (1992)